# Pseudognaptodon shawi
Pseudognaptodon shawi är en stekelart som beskrevs av Williams 2004. Pseudognaptodon shawi ingår i släktet Pseudognaptodon och familjen bracksteklar. Inga underarter finns listade i Catalogue of Life.